# ЛуАЗ-969А
ЛуАЗ-969А (англ. LuAZ-969A) — модернізована версія ЛуАЗ-969, що виготовлялась на Луцькому автомобільному заводі з 1975 по 1979 рр.
ЛуАЗ-969А отримав удосконалений двигун МеМЗ-969А (1,2 л, 40 к.с.). Зовнішні відмінності від попередньої моделі були незначні і полягали в основному в зміні дизайну передньої частини автомобіля.
Було випущено близько 30 500 автомобілів цієї моделі.
У 1977 році була випущена і партія закритих суцільнометалевих фургонів. У Е. Томпсона в його праці про радянські автомобілі позначається як ЛуАЗ-969Ф.

## Двигун
Двигун МеМЗ-969А V-подібний, чотирьохтактний, карбюраторний, повітряного охолодження, з кутом розвалу 90°, робочим об'ємом 1,197 л, потужністю 40 к.с. Порядок роботи циліндрів 1-2-4-3. Діаметри циліндра - 76 мм, хід поршня - 66 мм. Карбюратор К-125Б.

## Коробка передач
На ЛуАЗ-969А встановлювалась механічна, двохвальна, трьохходова, п'ятиступенева коробка передач з п'ятьма передачами вперед і одною назад.

## Підвіска
Передня і задня - незалежна, торсіонна з телескопічними гідравлічними амортизаторами двосторонньої дії.